# Morristown (Tennessee)
Morristown és una població dels Estats Units a l'estat de Tennessee. Segons el cens del 2006 tenia 24.965 habitants.

## Demografia
Segons el cens del 2000, Morristown tenia 24.965 habitants, 10.270 habitatges, i 6.531 famílies. La densitat de població era de 461,2 habitants/km².
Dels 10.270 habitatges en un 27,7% hi vivien nens de menys de 18 anys, en un 44,2% hi vivien parelles casades, en un 14,7% dones solteres, i en un 36,4% no eren unitats familiars. En el 31,7% dels habitatges hi vivien persones soles el 13% de les quals corresponia a persones de 65 anys o més que vivien soles. El nombre mitjà de persones vivint en cada habitatge era de 2,35 i el nombre mitjà de persones que vivien en cada família era de 2,91.
Per edats la població es repartia de la següent manera: un 22,6% tenia menys de 18 anys, un 10,8% entre 18 i 24, un 28,4% entre 25 i 44, un 21,9% de 45 a 60 i un 16,2% 65 anys o més.
L'edat mediana era de 36 anys. Per cada 100 dones de 18 o més anys hi havia 89,2 homes.
La renda mediana per habitatge era de 27.005$ i la renda mediana per família de 33.391$. Els homes tenien una renda mediana de 26.724$ mentre que les dones 20.515$. La renda per capita de la població era de 15.894$. Entorn del 14,6% de les famílies i el 19,2% de la població estaven per davall del llindar de pobresa.

## Poblacions més properes
El següent diagrama mostra les poblacions més properes.